# Anochetus yerburyi
Anochetus yerburyi är en myrart som beskrevs av Auguste-Henri Forel 1900. Anochetus yerburyi ingår i släktet Anochetus och familjen myror. Inga underarter finns listade i Catalogue of Life.